# Rönneholmsparken
För andra betydelser, se Rönneholm.
Rönneholmsparken är en av Malmös mindre parker. Den ligger i området Rönneholm och omger Rönneholmsgården, byggd i slutet av 1700-talet, som i dag (2023) är en gymnasieskola.
Parken kom i Malmö stads ägo 1907 genom förvärv av egendomen Rönneholm. Parken utvidgades första gången åt söder 1945 (i samband med Köpenhamnsvägens tillkomst) och andra gången 1962 genom att den del av Rönneholmsvägen som tidigare genomskar parken införlivades i denna.